# Hans-Walter Buch
Hans-Walter Buch (* 11. Januar 1912 in Biebrich; † 7. August 2001 in Ulm) war ein deutscher Kapitän zur See der Bundesmarine.

## Leben
Hans-Walter Buch war ein Sohn des späteren obersten Parteirichters der NSDAP Walter Buch.
Hans-Walter Buch trat 1934 in die Reichsmarine ein, wurde am 1. Juli 1935 Fähnrich zur See und war 1936 auf der Köln.
Als Kapitänleutnant war er in der Kriegsmarine von März 1943 bis September 1943 Kommandant des Torpedobootes Falke. Später war er Kommandant von T 30 und erhielt am 8. August 1944 das Deutsche Kreuz in Gold verliehen.
Nach dem Krieg war er als Frachterkapitän und Reedereiinspektor aktiv, bevor er in die Bundesmarine eintrat.
Als Fregattenkapitän war er ab 1. Mai 1959; erst im Dezember 1959 wurde das Schiff in Dienst gestellt; bis 15. Februar 1962 erster deutscher Kommandant des Zerstörers 4. Zeitgleich wurde er ab April 1960 mit der Wahrnehmung der Geschäfte des Kommandeurs des neu aufgestellten 3. Zerstörergeschwaders (Flensburg-Mürwik) beauftragt. Ende September 1960 übergab er das Geschwaderkommando an Karl Hetz. Anfang August 1959 hatte er an einem „amphibious training command“ in Norfolk teilgenommen.
Von August 1962 bis April 1965 war er Kommandeur des Kommandos der Trossschiffe. In dieser Position wurde er zum Kapitän zur See befördert. Später wurde er Chef des DDG (Destroyer Guided Missile) Project Management Office USA in Washington, welches eine technische und logistische Schnittstelle der Bundesmarine zu amerikanischen Rüstungsfirmen darstellte und Rüstungsverträge zwischen USA und Deutschland aushandelte. Daher waren ihm u. a. Seesoldaten, Werfttechniker, Juristen und Fachjournalisten unterstellt. Der Spiegel berichtete 1969 von einer Begebenheit, bei der Buch durch einen befreundeten US-Marineoffizier über einen Brief informiert wurde, der ihn von einem Professor aus „Germany“ erreicht hatte und welcher ihn um Unterlagen zu amerikanischen Landungsschiffen bat. Buch ließ sich den Brief zeigen und lehnte den Versand der Unterlagen ab, denn der Brief kam nicht aus der BRD, sondern aus der DDR.
Am 12. August 1971 wurde Buch mit dem Verdienstkreuz 1. Klasse des Verdienstordens der Bundesrepublik Deutschland ausgezeichnet.